# 상의 일그러짐

왜곡

상의 일그러짐 또는 상의 왜곡은 광학 수차의 하나이다. 다른 수차가 화상의 초점 선명도와 관계가 있지만, 왜곡은 화상의 전체적인 모양(Shape)과 관련이 있다. 왜곡은 보통, 이상적인 상의 위치를 벗어난 거리에 대한 이상적인 상의 높이의 백분율로 표현된다. 왜곡은 피사체의 정확한 상과 같지 않은 Pincushion(실패형)이나 Barrel(원통형) 효과를 보여준다. 일반적으로 줌렌즈는 가장 짧은 초점길이(최대 광각점)일 때 음의(원통형) 왜곡을 보이며, 가장 긴 초점길이(최대 망원점)일 때 양의(실패형) 왜곡을 보인다.

## 같이 보기
- 화각 (사진술)
- 디스토션
- 비네팅